# Elaeagnus jingdonensis
Elaeagnus jingdonensis — вид квіткових рослин з родини маслинкових (Elaeagnaceae). Поширення: Китай (Юньнань).

## Середовище
Населяє відкриті схили; на висотах 2200–2300 метрів.

## Біоморфологічна характеристика
Це листопадний або напіввічнозелений кущ заввишки 2–3 метри. Колючки відсутні; молоді гілки з білими лусками, покритими жовтувато-коричневими зірчастими волосками. Ніжка листка 6–8 мм; листова пластинка еліптична або широкояйцеподібно-еліптична, 6–9 × 3–4.5 см, знизу сірувато-біло повстяна, зверху гола, бічні жилки 6–7 з кожного боку середньої жилки, підняті знизу, зверху вдавлені, основа закруглена, край цільний, верхівка гостра або різко загострена. Квітки білі, часто по 1–3 разом, кожна в пазусі листка біля основи молодого пагона. Плодоніжка вигнута, 8–10 мм. Трубка чашечки трубчаста, 4–4.5 мм; частки овально-трикутні, ≈ 5.5 мм, всередині з рідкісними білими зірчастими волосками, верхівка гостра. Кістянка коричнева, від еліпсоїдної до широко веретеноподібної форми, 2.2–2.5 × ≈ 1.3 см. Цвітіння: квітень; плодіння: травень і червень.